# Grande Mosquée de Lhassa
Ne doit pas être confondu avec Petite Mosquée de Lhassa.
La Grande Mosquée de Lhassa (tibétain : བོད་ལྗོངས་ལྷ་ས་ཨི་སི་ལན་ཕྱག་ཁང་ཆེན་མོ།, Wylie : lha sa i si lan phyag khang chen mo, THL : bö jong lhasa i si len chak khangchen mo ; chinois simplifié : 拉萨清真大寺 ; chinois traditionnel : 拉薩清真大寺 ; pinyin : lāsà qīngzhēn dàsì), également appelée en tibétain Gyel Lhakhang (tibétain : རྒྱལ་ལྷ་ཁང།, Wylie : rgyal lha khang, THL : Gyel Lhakhang), ou encore, parfois en anglais, Hebalin Mosque (du chinois 河坝林清真寺, hébàlín qīngzhēnsì) est une mosquée située dans le District de Chengguan, dans le centre urbain de la ville-préfecture de Lhassa, chef-lieu de la Région autonome du Tibet, en République populaire de Chine. Elle a été construite en 1716, et agrandie en 1793.
Détruite durant la révolution culturelle, elle a été reconstruite depuis. 

## Cimetière de la Grande Mosquée
Il existe également un cimetière musulman hui, au nord de Lhassa, appelé cimetière musulman de la Grande Mosquée de Lhassa (拉萨清真大寺穆斯林墓地, lāsà qīngzhēn dàsì mùsīlín mùdì) et rattaché à cette mosquée,,.